# Stadskerk van Neustrelitz
De Stadskerk van Neustrelitz (Duits: Stadtkirche Neustrelitz) is een protestants kerkgebouw in de Mecklenburgse stad Neustrelitz. 

## Geschiedenis
De groei van de bevolking van Neustrelitz deed hertog Adolf Frederik in 1756 besluiten de kerkelijke gemeente van het slot en de stad op te splitsen in twee kerkelijke gemeenten. Na de benoeming van Andreas Gottlieb Masch als predikant verordonneerde hij de bouw van een nieuwe kerk. De Zevenjarige Oorlog pakte echter ongunstig uit voor economie van Mecklenburg-Strelitz en een voortdurend geldgebrek verhinderde een spoedig bouwbegin. Pas in 1766 werd het plan weer opgepakt. Voor de bouw stelde de hertog naast een bedrag van 2.000 daalders bouwmateriaal in de vorm van hout en steen ter beschikking.    
De eerste steen werd op 29 juli 1768 tijdens een plechtige ceremonie gelegd. Het ontwerp voor het kerkgebouw was afkomstig van de lijfarts van de hertog, Johann Christian Wilhelm Verpoorten, die zich in zijn vrije tijd graag bezighield met architectuur. Herhaaldelijk moest de bouw worden onderbroken wegens geldgebrek. Een loterij om geld op te halen had weinig succes, ook niet nadat iedereen gedwongen werd om loten af te nemen en ook de joden van Strelitz 50 loten moesten aankopen. Een schenking van de hertog en een flink aantal leningen leidden uiteindelijk tot de gedeeltelijke voltooiing. Op 4 november 1778 kon eindelijk de kerk plechtig worden ingewijd. Inmiddels waren 22 jaren sinds de aankondiging van de nieuwbouw en tien jaar na het bouwbegin verstreken. De kerk was echter nog lang niet af. 
Het duurde nog eens 50 jaar voordat groothertog Georg de architect Friedrich Wilhelm Buttel de opdracht gaf om in de jaren 1828-1831 de massieve toren in de stijl van een Toscaanse campanile te bouwen en het gebouw van stucwerk te voorzien.

## Interieur
Een dubbele rij galerijen omringt de kerkruimte. Een uit Neustrelitz afkomstige beeldhouwer, Simon Gehle, vervaardigde het altaar en de kansel, die destijds centraal voor het altaar stond. In het midden van de 19e eeuw werd de kansel uit het altaar verwijderd en zijdelings ervan opgesteld. Sindsdien siert op het middenveld van het altaar een kopie van het schilderij "de Kruisdraging" van Rafaël, een geschenk uit 1856 van groothertogin Marie. Gehle maakte ook de figuren Geloof, Liefde, Hoop en Barmhartigheid, die boven het altaar op de tweede galerij hun plaats kregen.    
De waardevolle zilveren kandelaren op het altaar zijn in bruikleen van de slotkerk en werden in 1860 door koning Georg en koningin Marie geschonken. Het voor het altaar liggende zogenaamde Luthertapijt verkreeg de kerk op 10 november 1883 ter gelegenheid van het 400e geboortejubileum van Maarten Luther. De glas-in-loodramen links en rechts van het altaar dateren uit 1931 en stellen de geboorte, doop, kruisiging en opstanding van Christus voor. In het achterste deel van de kerk bevindt zich bovendien nog een Luther-venster, een geschenk van de Käthe-Luther-Bund uit 1930.

## Orgel
Het orgel van de stadskerk werd door de orgelbouwer Barnim Grüneberg uit Stettin gemaakt. Het orgel met drie manualen en 45 registers met mechanische tracturen werd op 28 juni 1893 in gebruik genomen en is na een grondig restauratie weer in de oorspronkelijke staat teruggebracht. Een aanmerkelijk kleinere voorganger stond vroeger boven het altaar op de hoogste galerij, waar tegenwoordig de vier allegorische beelden staan. 

## Klokken
Van de drie klokken is de kleinste een bronzen klok. Deze klok werd in 1521 gegoten en stamt oorspronkelijk uit de Burcht Stargard. De beide grotere gietijzeren klokken werden in 1955, ter vervanging van de in de oorlog omgesmolten klokken, door het Neustrelitzer echtpaar Wagner geschonken als aandenken aan hun in de Tweede Wereldoorlog gevallen zoon. 